# SEHA League
La SEHA League, SEHA Gazprom League per motivi di sponsorizzazione, è un campionato della regione balcanica. Vi partecipano squadre provenienti dall'ex Jugoslavia. È organizzato dalla South East Handball Federation (SEHA).
La squadra campione in carica è il KC Veszprém, che nel 2021-22 ha vinto il loro quinto titolo.
È la squadra più titolata assieme al Vardar Skopje.

## Storia
Nel 2011 le federazioni di pallamano di Romania, Bosnia ed Erzegovina, Montenegro e Slovenia si riuniscono sotto la SEHA e si prefissano l'obiettivo di creare una lega parallela ai campionati nazionali con le migliori squadre dei rispettivi paesi.
Con l'avanzare delle stagioni altre federazioni si sono avvicinate alla SEHA: Croazia, Macedonia, Serbia, Slovacchia, Ungheria e più recentemente Ucraina e Russia, con l'ingresso nel 2019 della Cina.
Durante la stagione 2021-22, a seguito dell'invasione russa dell'Ucraina del 2022, il campionato è stato sospeso. Per la stagione seguente sono state estromesse le squadre russe e bielorusse, che fondarono una propria lega. Il campionato fu definitivamente abbandonato durante la post season della stagione 2022-23, con l'ultimo match giocato il 12 aprile 2023 tra Veszprém e Partizan.

## Denominazione
- 2011 - 2017: SEHA League
- 2017 - 2022: SEHA Gazprom League
- 2022 - 2023: SEHA League

## Albo d'oro
- 2011-2012 -  Vardar
- 2012-2013 -  Zagabria
- 2013-2014 -  Vardar
- 2014-2015 -  Veszprém
- 2015-2016 -  Veszprém
- 2016-2017 -  Vardar
- 2017-2018 -  Vardar
- 2018-2019 -  Vardar
- 2019-2020 -  Veszprém
- 2020-2021 -  Veszprém
- 2021-2022 -  Veszprém
- 2022-2023 - campionato cancellato

### Final4
| Stagione         | Sede     |                  | Finale           | Finale           | Finale        |           | Finale terzo/quarto posto | Finale terzo/quarto posto | Finale terzo/quarto posto |
| Stagione         | Sede     | Campione         | Risultato        | Secondo          | Terzo         | Risultato | Quarto                    |                           |                           |
| 2011–12          | Zagabria | Vardar PRO       | 21–18            | Metalurg         | CO Zagreb     | 31–29     | Tatran Prešov             |                           |                           |
| 2012–13          | Skopje   | Zagreb           | 25–24 d.t.s.     | Vardar           | Metalurg      | 26–21     | Meshkov Brest             |                           |                           |
| 2013–14          | Novi Sad | Vardar           | 29–27            | Meshkov          | CO Zagreb     | 36–28     | Tatran                    |                           |                           |
| 2014–15          | Veszprém | MKB-MVM Veszprém | 32–21            | Meshkov          | Zagreb        | 26–23     | Vardar                    |                           |                           |
| 2015–16          | Varaždin | MVM Veszprém     | 28–26            | Vardar           | PPD Zagreb    | 24−23     | Meshkov Brest             |                           |                           |
| 2016–17 Dettagli | Brėst    | Vardar           | 26–21            | Telekom Veszprém | Meshkov Brest | 23−19     | PPD Zagreb                |                           |                           |
| 2017–18 Dettagli | Skopje   |                  | Vardar           | 26–24            | PPD Zagreb    |           | Celje Pivovarna Laško     | 31–28                     | Meshkov Brest             |
| 2018–19 Dettagli | Brėst    |                  | Vardar           | 26–23            | PPD Zagreb    |           | Meshkov Brest             | 24–19                     | Nexe                      |
| 2019–20 Dettagli | Zara     |                  | Telekom Veszprém | 35–27            | Vardar 1961   |           | Meshkov Brest             | 29–24                     | PPD Zagreb                |
| 2020–21 Dettagli | Zara     |                  | Telekom Veszprém | 27–27 (rig. 4–2) | PPD Zagreb    |           | Motor                     | 31–20                     | Meshkov Brest             |
| 2021–22 Dettagli | Zara     |                  | Telekom Veszprém | 32-30            | PPD Zagreb    |           | Eurofarm Pelister         | 27-23                     | Nexe                      |

### Vincitori per club
| Club          | Vincitore | Finalista | Anno Vittoria                | Anno finalista         |
| ------------- | --------- | --------- | ---------------------------- | ---------------------- |
| Vardar        | 5         | 3         | 2012, 2014, 2017, 2018, 2019 | 2013, 2016, 2020       |
| Veszprém      | 5         | 1         | 2015, 2016, 2020, 2021, 2022 | 2017                   |
| Zagabria      | 1         | 4         | 2013                         | 2018, 2019, 2021, 2022 |
| Meshkov Brest | 0         | 2         |                              | 2014, 2015             |
| Metalurg      | 0         | 1         |                              | 2012                   |

### Vittorie per nazione
| Club / Nation | Vincitore | Finalista | Finali |
| ------------- | --------- | --------- | ------ |
| Macedonia     | 5         | 3         | 8      |
| Ungheria      | 5         | 1         | 6      |
| Croazia       | 1         | 4         | 5      |
| Bielorussia   | 0         | 2         | 2      |